# Logan Canyon

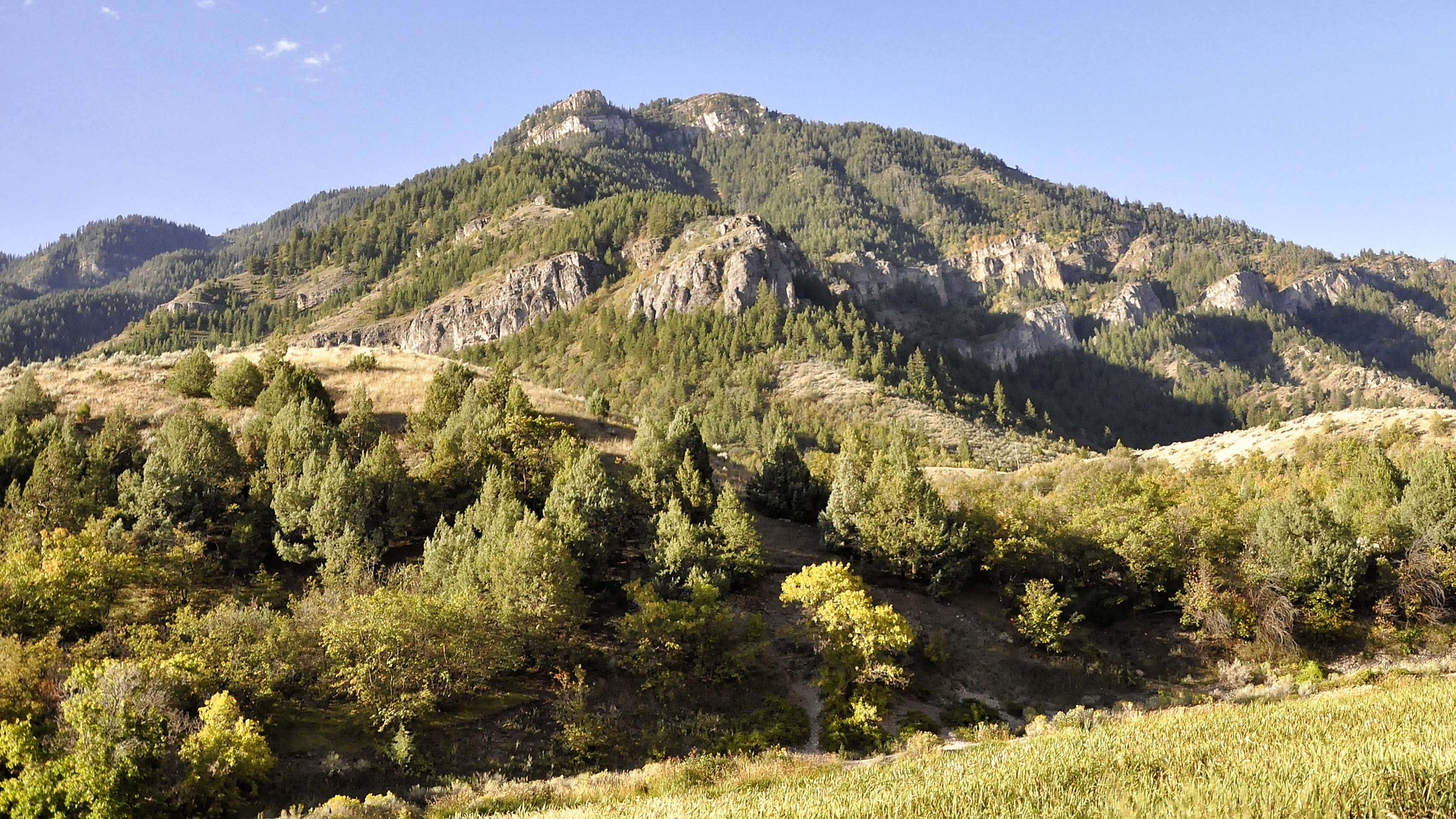
Logan Canyon met de Bear River Mountains

Logan Canyon is een canyon in de Amerikaanse staat Utah, ten noord-oosten van Logan (Utah). De canyon ontstond door de eroderende werking doorheen de Bear River Mountains van de Logan, een 86 km lange rivier. Het hoogste punt van de canyon ligt op 2 400 m en is te bereiken na een klim van 900 m. Net voorbij de top leidt de U.S. Route 89 naar een parkeerplaats met faciliteiten. Vanaf daar heeft de bezoeker zicht op Bear Lake. Het gedeelte van de U.S. Route 89 dat door de canyon loopt is een National Scenic Byway.
De canyon is populair voor zowel zomer- als winteractiviteiten. Beaver Mountain, vlak bij de top van de weg, is een bekend wintersportgebied. Tony Grove Lake, op een hoogte van 2454 m, is bereikbaar vanaf U.S. Route 89 via een 11 km lange weg. Het meer maakt deel uit van Mount Naomi Wilderness. Rond dit gletsjermeer bloeien in het voorjaar veel wilde bloemen.

## Afbeeldingen

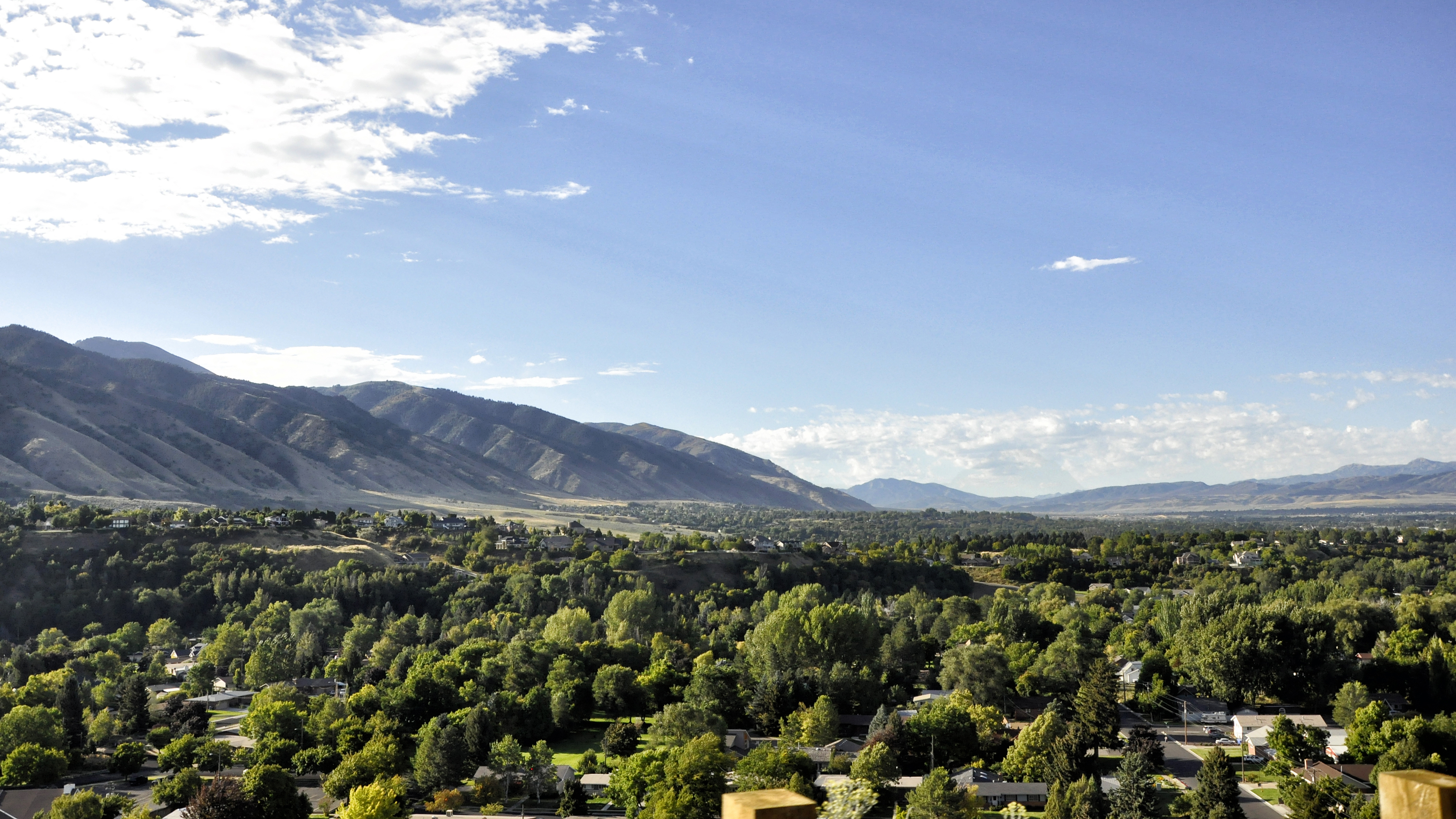
Logan Canyon
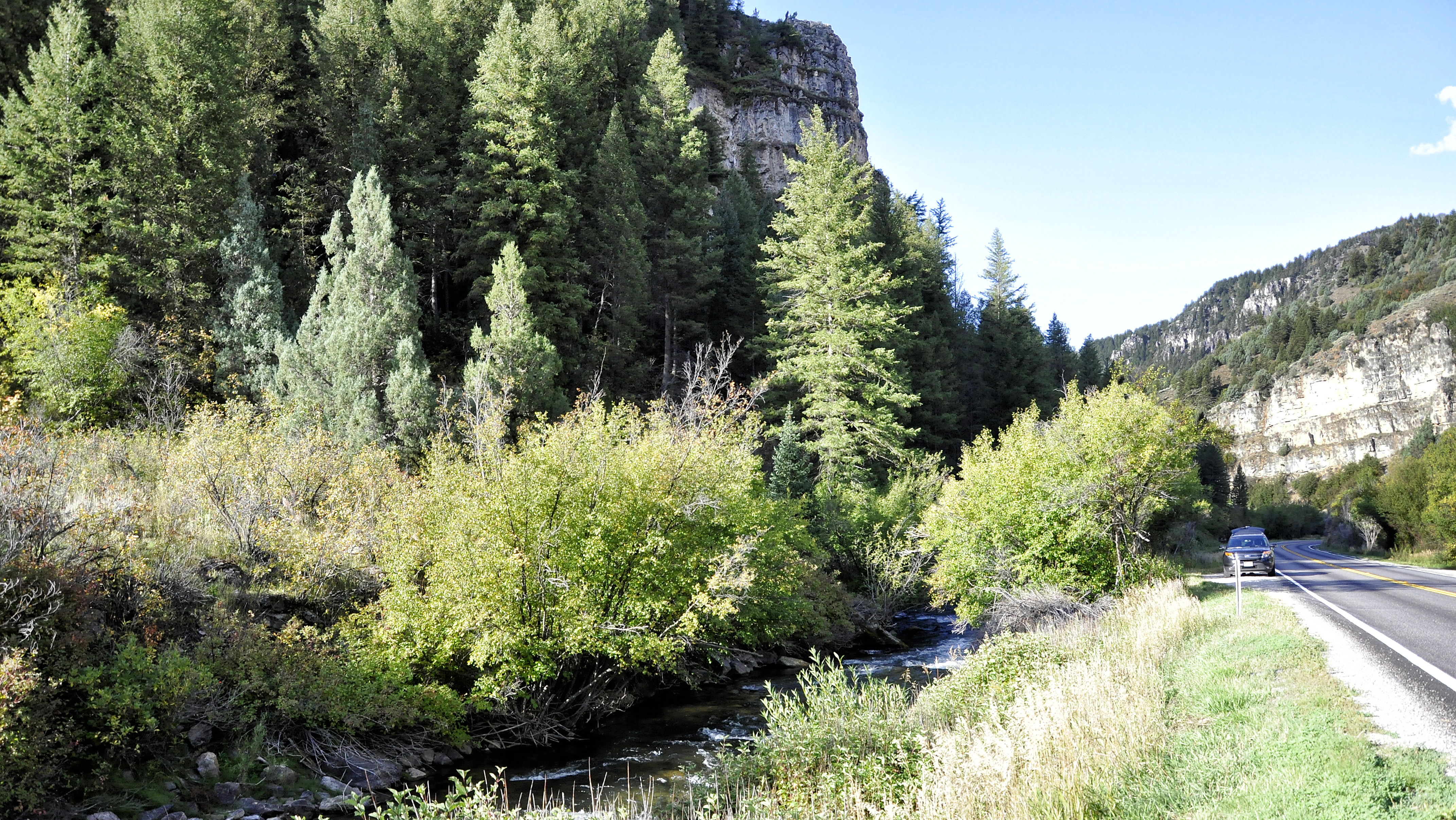
Logan Canyon met de Logan River en de U.S. Route 89
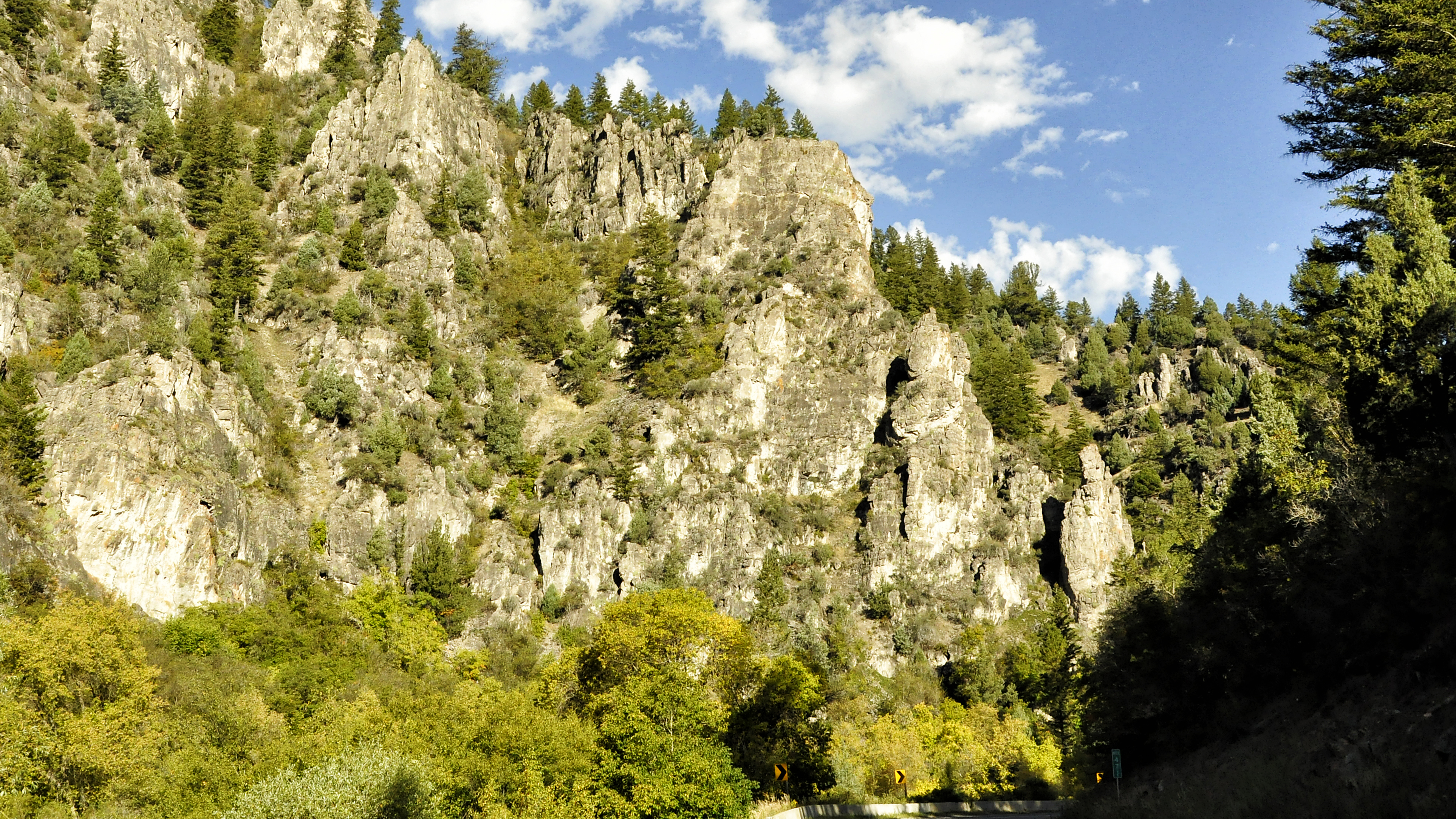
Logan Canyon
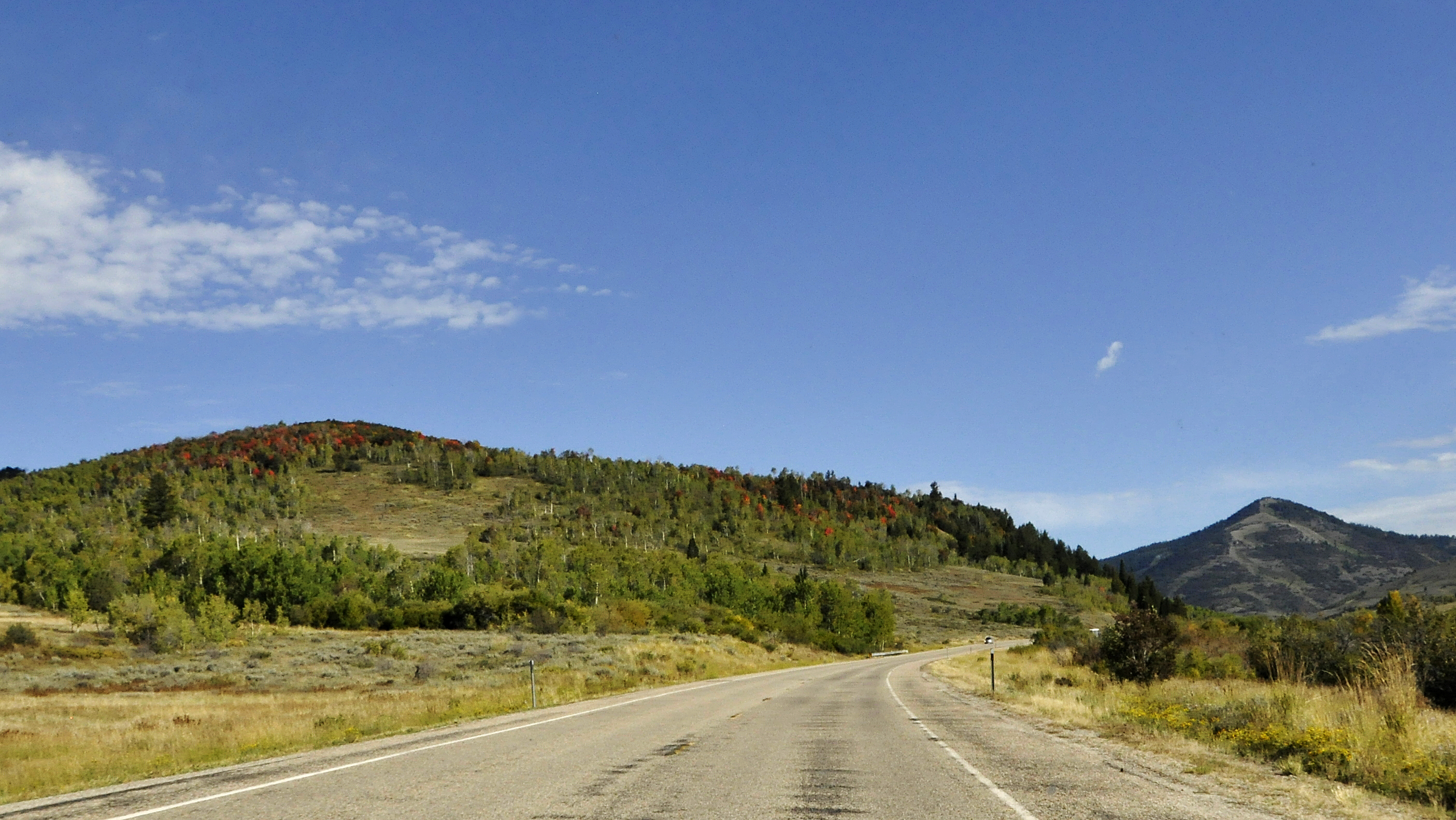
Logan Canyon